# Jan Žáček (spisovatel)
Jan Žáček (31. ledna 1932, Pardubice – 13. června 2008, Olomouc) byl český prozaik a dramatik.

## Život
Narodil se v rodině hudebníka a operetní zpěvačky. Po maturitě na gymnáziu odešel jako herec k divadlu. Pracoval v činohře Moravského divadla v Olomouci, ve Vesnickém divadle a v Horáckém divadle v Jihlavě. Roku 1949 byl při pokusu o útěk za hranice v Tachově zatčen a krátce vězněn. Hereckou profesi musel opustit poté, co onemocněl tuberkulózou. Po vyléčení pracoval v různých profesích (například jako metodik v Krajské poradně Lidové umělecké tvořivosti) a v letech 1957–1958 dokonce jako dělník na stavbě elektrárny v Opatovicích nad Labem. Pak se stal scenáristou a dramaturgem v pražském divadle Rokoko. V době normalizace se živil jako autor, režisér a interpret různých estrád a kabaretů. V sezoně 1991–1992 byl dramaturgem a scenáristou v brněnském Divadle u Jakuba. Roku 1991 se stal členem sboru správců dědictví Jakuba Demla, který postupně vydává spisovatelovo dílo.

## Dílo
Ačkoliv byl téměř do konce sedmdesátých let považován za dramatika, těžiště jeho literární tvory tvoří historické romány a prozaická zpracování životů významných představitelů a světců katolické církve (svatý Jan Sarkander, svatý Klement Maria Hofbauer nebo královéhradecký biskup Edvard Jan Nepomuk Brynych). Jako dramatik je autorem grotesek, parodií, tragikomedií a televizních mikrokomedií, ve kterých zobrazoval aktuální mezilidské vztahy. Kromě toho publikoval v různých periodikách (Dikobraz, Lidová demokracie, Svobodné slovo a další) své scénky a fejetony. Jeho dílo bylo do značné míry ovlivněno přátelstvím a osobními kontakty s Jakubem Demlem a Timotheem Vodičkou. Roku 2007 obdržel za své dílo od arcibiskupa Jana Graubnera Řád svatého Cyrila a Metoděje.

### Divadelní hry
- Honba na obludy aneb Štěkání na měsíc (1957), pod pseudonymem Jiří Sup.
- Ba Po Po (1959), dramatické pásmo (babička povídá pohádky pro nejstarší mládež), pod pseudonymem Jiří Sup, společně s Josefem Koenigsmarkem a dalšími, hudbu složil Jiří Šlitr.
- Tartuffe 2 (1961), parafráze na Molièra, pod pseudonymem Jiří Sup společně s jinými autory.
- Sen o bílém koni (1962), groteska podle Ilji Erenburga, pod pseudonymem Jiří Sup, společně s K. Bambasem (Darek Vostřel a Jiří Veselský).
- Konvenční vražda (1966), parodie, pod pseudonymem Jiří Sup.
- Kat a jeho Mydlář (1967), pod pseudonymem Jiří Sup.
- Rajský ostrov aneb Bejvávalo (1969), podle Eduarda Basse a Jaromíra Johna, pod pseudonymem Jiří Sup, společně s dalšími autory.
- Polabský mouřenín (1971), kabaretně zpracovaný příběh kočovných herců, pod pseudonymem Jiří Sup, společně s Darkem Vostřelem, Jiřím Šaškem a Ivem Fischerem,
- To jsi ty, Světlo (1991) montáž z děl Jakuba Demla a Otokara Březiny.
- Dvakrát o oběti (1993), obsahuje dvě tragikomedie Tak proto šílenci umírají a Pepíček, můj přítel.

### Próza
- Dřevoryt o knězi a rychtářovi (1978), historický román z doby josefinských reforem.
- Mykologický kroužek (1983), karikatura žabomyšího politikaření československých parlamentních stran v letech 1947–1948 na pozadí činnosti maloměstského houbařského spolku.
- Apokryf o hraběti Šporkovi a Epilog (1988), historický román, jehož obsahem je střet českého šlechtice Františka Antonína Šporka, kritika společenských a náboženských poměrů habsburské monarchie, s církevní a světskou mocí.
- Nesklopím očí svých (1990), historický román zobrazující osudy Josefa Václava Friče a českou společnost po prusko-rakouské válce v roce 1866.
- A oddělil světlo od tmy (1995), historický román o Janu Sarkanderovi.
- Planý most (1997), prozaické zpracování životních osudů blízkých autorových předků ve druhé polovině třicátých let.
- Katedrála (2001), třídílné prozaicko-esejistické zobrazení novějších dějin olomoucké arcidiecéze.
- Vyjdi na cesty a k plotům (2002), historický román jehož hrdinou je svatý Klement Maria Hofbauer.
- Klíče (2006). románová autobiografie, vzpomínky na dobu duchovního útlaku od 50. let až k tzv. normalizaci obsahují rovněž esejistické portréty řady kulturních osobností.
- Ecce sacerdos magnus. Pocta Edvardu Janu Nepomuku Brynychovi (2006), románový životopis královéhradeckého biskupa Edvarda Jana Nepomuka Brynycha.

### Televizní scénáře
- Svatební skandály slečny Juliány (1979), režie Václav Hudeček.

### Ostatní
- Demloviana (1997), soubor čtyř studií o Jakubovi Demlovi.
- Rozhovory s arcibiskupem Janem Graubnerem (2003).